# Broborg

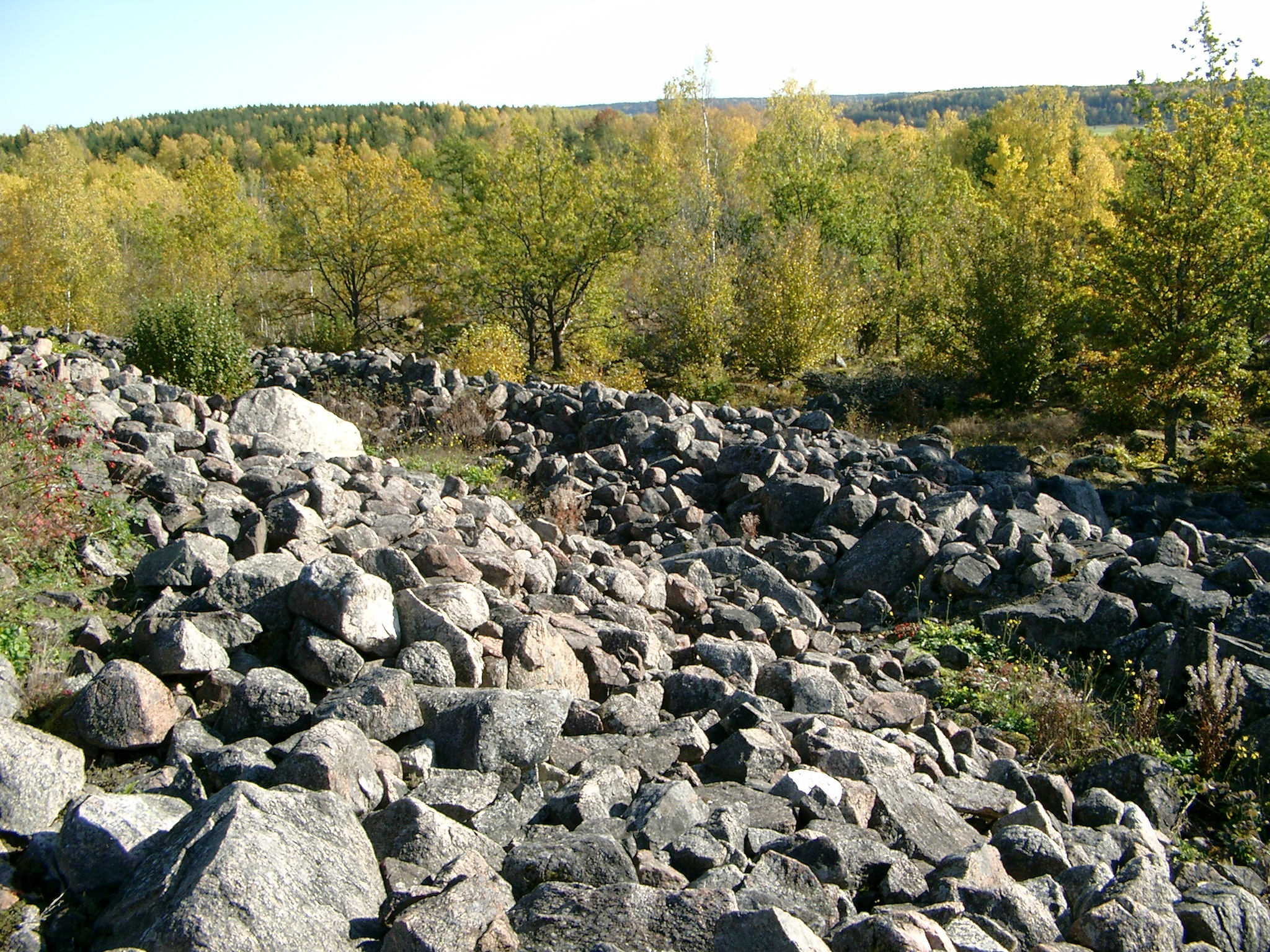
Broborg med inre och yttre vallen.

Broborg är en fornborg som ligger vid Stenby gård längs Riksväg 77 öster om Knivsta. Den är belägen på en bergshöjd invid Långhundraleden, en forntida sjöled mellan Uppsala och Östersjön, vilket gav visuell kontroll över trakten. Berget sluttar brant i väster och norr. Borgen  är 95 x 85 meter stor och försedd med en ringmur, dubbla försvarsvallar och två ingångar. Den inre ringvallen är 85 x 70 meter. Den inre vallen är 300 meter lång, 8–15 meter bred och 1–2 meter hög, medan den yttre är 140 meter lång, 7–10 meter bred och 0,5-1,5 meter hög. Båda bär spår av kallmurning. Inne i borgen finns en rund stensättning, 7 meter i diameter och 0,4 meter hög. Broborg grävdes delvis ut 1982 och då daterades kol från ett stolphål till folkvandringstiden, en datering som stämmer med en påträffad glaspärla. Flera husgrunder hittades. Man konstaterade att muren byggts av olika material, bland annat fint bokad träkol, graniterad gnejs och amfibolit. Anläggningen saknade dock en timmerkonstruktion. Nordost om borgen finns en trefaldighetskälla. (Husby-Långhundra 274:1) Kol från material i den förglasade fornborgsvallen dateras till vendeltid.
Stora delar av den inre fornborgsvallen är förglasad. Analyser av den förglasade borgvallen visar dock att det krävts temperaturer på över 1 100 grader och ett slutet utrymme för att hindra vattenavgång från stenen för att åstadkomma förglasningen. Troligen har en täckt härd med bläster använts. Boxliknande konstruktioner på 1 x 2 meter längs murens insida har troligen använts för att åstadkomma den höga temperaturen. Det är dock oklart av vilken anledning denna konstruktion utförts.

## Namnet
Namnet Broborg finns belagt sedan 1600-talet och kommer troligen från en bro över ån Storån.

## Grimsahögen
Enligt en lokal sägen skall hövdingadottern Grimsa bott i borgen. Borgen attackerades av Grimsas bror. Grimsas bror och hans män antände borgen och Grimsa förstod att spelet var förlorat. Hon tände själv på förrådshusen och offrade hela anläggningen. Enligt sägnen skulle branden ha kunnat ses ända till Gamla Uppsala. Grimsa föll i så häftig gråt att hon dog. Grimsas bror brände sedan hennes lik. Nära fornborgen finns en gravhög som har kallats Grimsahögen åtminstone sedan 1500-talet.